# سرخیو پرز (بازیکن فوتبال، زاده ۱۹۹۳)
سرخیو پرز (انگلیسی: Sergio Pérez؛ زادهٔ ۱۵ مهٔ ۱۹۹۳) بازیکن فوتبال اهل اسپانیا است.
از باشگاه‌هایی که در آن بازی کرده‌است می‌توان به باشگاه فوتبال میراندس اشاره کرد.